# گوروندا
گوروندا (به انگلیسی: Gurrundah) یک منطقه مسکونی در استرالیا است که در نیو ساوت ولز واقع شده‌است.